# Лямберт Мешкович
Лямберт Мешкович (пол. Lambert Mieszkowic; ум. после 992 года) — князь из династии Пястов, сын Мешко I и Оды.
О его жизни имеется очень мало сведений из-за недостатка источников. Известно только, что был упомянут в тексте Dagome Iudex. После смерти отца был изгнан своим братом Болеславом.
Лямберт Мешкович или его брат Мешко Мешкович был отцом Дитриха, но который из них — точно неизвестно. Древнейшие историки считали его тем же Лямбертом, который был краковским епископом, но сегодня эта гипотеза не находит широкой поддержки.
Лямберт Мешкович — одно из действующих лиц (под именем Болеслава Ламберта) романа Теодора Парницкого «Серебряные орлы».